# Società Sportiva Juve Stabia 2012-2013
Questa voce raccoglie le informazioni riguardanti la Società Sportiva Juve Stabia nelle competizioni ufficiali della stagione 2012-2013.

## Stagione
La stagione 2012-2013, vede la Juve Stabia impegnata nel campionato italiano di Serie B, mentre nella Coppa Italia, viene eliminata dalla Fiorentina al quarto turno il 28 novembre 2012. In estate la società stabiese è alle prese con un calciomercato molto difficile. Vanno via molti calciatori simbolo degli ultimi anni, come Morris Molinari e Nazzareno Tarantino che non rinnovano, mentre Sau che torna al Cagliari per fine prestito. Anche quest'anno l'obbiettivo e mantenere la Serie B. In panchina resta Piero Braglia, e Salvatore Di Somma riesce ad allestire la rosa quasi completa per il 19 luglio 2012, data della partenza per il ritiro di Gubbio. Il campionato inizia molto bene, poiché la squadra campana si ritrova a fine girone d'andata in piena zona Playoff. Ma il calciomercato della sessione invernale si rivela fallimentare. Vengono ceduti ancora una volta tanti protagonisti come il calciatore belga Donovan Maury e il bomber lituano Danilevicius, mentre i nuovi acquisti sono una delusione. Infatti la Juve Stabia, disputa un girone di ritorno disastroso, riuscendo a salvarsi soltanto all'ultima giornata. Nella Coppa Italia le vespe eliminano il Frosinone (3-0) nel secondo turno, nel terzo turno eliminano ai calci di rigore (4-3) la Sampdoria, dopo le gare al minuto 120 era terminata (1-1), poi escono dal torneo nel quarto turno contro la Fiorentina che si impone al Franchi (2-0).

## Divise e sponsor
Presentata il 23 agosto 2012, la nuova maglia 2012-2013 delle vespe è sempre a strisce verticali giallo e blu con la novità della parte superiore delle spalle che è interamente blu. Il nome e il numero del calciatore sono di colore bianco, mentre i pantaloncini e i calzettoni sono blu con i bordi in giallo. La seconda maglia è interamente in bianco con due strisce diagonali in giallo e blu. Dello stesso colore troviamo i pantaloncini e i calzettoni.
Lo sponsor tecnico per la stagione 2012-2013 è Flyline, mentre gli sponsor ufficiali sono Paddy Power noto bookmaker irlandese, e Marigo Pharma.
| Casa | Trasferta | Terza Divisa |

## Organigramma societario
Dal sito internet ufficiale della società.
Area direttiva
- Presidente: Francesco Giglio
- Direttore generale: Clemente Filippi
- Segretario generale: Raffaele Persico
- Dirigenti: Francesco Giglio, Francesco Manniello

Area comunicazione
- Responsabile ufficio stampa: Umberto Naclerio
- Ufficio marketing: Mattia Giachello Gianclaudio Romeo

Area tecnica
- Allenatore: Piero Braglia
- Allenatore in seconda: Mauro Isetto
- Assistente tecnico: Salvatore Di Somma

## Rosa
| N. |                      | Ruolo | Calciatore               |
| -- | -------------------- | ----- | ------------------------ |
| 1  | Italia (bandiera)    | P     | Timothy Nocchi           |
| 2  | Italia (bandiera)    | D     | Luca Martinelli          |
| 2  | Francia (bandiera)   | C     | Gaël Genevier            |
| 3  | Italia (bandiera)    | C     | Antonio Zito             |
| 4  | Ghana (bandiera)     | C     | Daniel Kofi Agyei        |
| 5  | Italia (bandiera)    | C     | Andrea Doninelli         |
| 6  | Italia (bandiera)    | D     | Gennaro Scognamiglio     |
| 7  | Argentina (bandiera) | C     | Horacio Erpen            |
| 7  | Italia (bandiera)    | C     | Simone Verdi             |
| 8  | Brasile (bandiera)   | C     | Adriano Mezavilla        |
| 9  | Italia (bandiera)    | A     | Salvatore Bruno          |
| 10 | Italia (bandiera)    | C     | Fabio Caserta (capitano) |
| 11 | Nigeria (bandiera)   | A     | Jerry Mbakogu            |
| 13 | Italia (bandiera)    | D     | Giuseppe Scurto          |
| 14 | Italia (bandiera)    | D     | Marco Gorzegno           |
| 15 | Italia (bandiera)    | A     | Luca Pompilio            |
| 15 | Italia (bandiera)    | D     | Alessandro Vinci         |
| 16 | Italia (bandiera)    | C     | Riccardo Improta         |

| N. |                     | Ruolo | Calciatore             |
| -- | ------------------- | ----- | ---------------------- |
| 17 | Belgio (bandiera)   | D     | Donovan Maury          |
| 17 | Romania (bandiera)  | C     | Sergiu Suciu           |
| 18 | Lituania (bandiera) | A     | Tomas Danilevičius     |
| 19 | Italia (bandiera)   | D     | Stefano Dicuonzo       |
| 20 | Italia (bandiera)   | A     | Marco Cellini          |
| 21 | Italia (bandiera)   | C     | William Jidayi         |
| 22 | Italia (bandiera)   | P     | Andrea Seculin         |
| 23 | Italia (bandiera)   | D     | Giuseppe Figliomeni    |
| 24 | Camerun (bandiera)  | D     | Sem Ogolong            |
| 25 | Italia (bandiera)   | D     | Ivano Baldanzeddu      |
| 26 | Italia (bandiera)   | A     | Salvatore Elefante     |
| 27 | Ghana (bandiera)    | C     | Boadu Maxwell Acosty   |
| 28 | Italia (bandiera)   | D     | Michele Murolo         |
| 29 | Italia (bandiera)   | A     | Ciro Favetta           |
| 30 | Italia (bandiera)   | C     | Pietro Mariano Gerardi |
| 31 | Italia (bandiera)   | C     | Alessio Gargiulo       |
| 33 | Italia (bandiera)   | P     | Alessandro Vitiello    |

## Calciomercato

### Sessione invernale(dal 3/1 al 31/1)
| Acquisti | Acquisti        | Acquisti   | Acquisti                  |
| R.       | Nome            | da         | Modalità                  |
| -------- | --------------- | ---------- | ------------------------- |
| D        | Luca Martinelli | Cittadella | titolo definitivo         |
| C        | Simone Verdi    | Torino     | prestito temporaneo       |
| C        | Sergiu Suciu    | Torino     | prestito temporaneo       |
| A        | Luca Pompilio   | Varese     | passaggio in comproprietà |

| Cessioni | Cessioni           | Cessioni      | Cessioni            |
| R.       | Nome               | a             | Modalità            |
| -------- | ------------------ | ------------- | ------------------- |
| D        | Donovan Maury      | F91 Dudelange | titolo definitivo   |
| D        | Alessandro Vinci   | Pro Vercelli  | prestito temporaneo |
| C        | Gaël Genevier      | Pro Vercelli  | titolo definitivo   |
| A        | Tomas Danilevičius | Latina        | titolo definitivo   |
| A        | Horacio Erpen      | Pro Vercelli  | titolo definitivo   |

## Risultati

### Serie B

#### Girone di andata
| Arbitro: | Borriello (Mantova) |

|            |           |                                        |
| Murolo 34’ | Marcatori | 42’ Salviato 64’ Siligardi 72’ Dionisi |

| Arbitro: | Pairetto (Nichelino) |

|                          |           |  |
| Daprelà 69’ Zambelli 90’ | Marcatori |  |

| Arbitro: | Manganiello (Pinerolo) |

|                  |           |            |
| Scognamiglio 18’ | Marcatori | 8’ Malonga |

| Arbitro: | Di Paolo (Avezzano) |

|                |           |                |
| Parravicini 5’ | Marcatori | 40’ R. Improta |

| Arbitro: | Nasca (Bari) |

|                  |           |                        |
| Bruno 23’ (rig.) | Marcatori | 25’ Ebagua 74’ Momentè |

| Arbitro: | Merchiori (Ferrara) |

|                       |           |                         |
| Foglio 10’ Lupoli 86’ | Marcatori | 36’ Gorzegno 59’ Acosty |

| Arbitro: | Baracani (Firenze) |

|             |           |  |
| Mbakogu 64’ | Marcatori |  |

| Arbitro: | Mariani (Aprilia) |

|             |           |                                             |
| Fabiano 53’ | Marcatori | 13’, 27’, 87’ Danilevičius 25’ (rig.) Erpen |

| Arbitro: | Castrignanò (Brindisi) |

|                  |           |            |
| Mbakogu 16’, 75’ | Marcatori | 54’ Caputo |

| Arbitro: | La Penna (Roma) |

|               |           |                                                              |
| Zaza 82’, 87’ | Marcatori | 24’ Caserta 70’ (rig.) Genevier 78’ Scognamiglio 90+3’ Bruno |

| Arbitro: | Ostinelli (Como) |

|               |           |  |
| Berardi 90+1’ | Marcatori |  |

| Arbitro: | Tommasi (Bassano del Grappa) |

|             |           |  |
| Caserta 84’ | Marcatori |  |

| Arbitro: | Velotto (Grosseto) |

|               |           |  |
| Ardemagni 84’ | Marcatori |  |

| Arbitro: | Fabbri (Ravenna) |

|                                 |           |            |
| Danilevičius 78’ R. Improta 90’ | Marcatori | 32’ Turchi |

| Arbitro: | Ciampi (Roma) |

|                             |           |                                    |
| Sansovini 57’ Antenucci 85’ | Marcatori | 40’, 69’ Danilevičius 88’ Dicuonzo |

| Arbitro: | Borriello (Mantova) |

|             |           |                         |
| Caserta 10’ | Marcatori | 80’ Tavano 90’ Saponara |

| Arbitro: | Nasca (Bari) |

|             |           |                   |
| Caserta 20’ | Marcatori | 4’ (aut.) Seculin |

| Arbitro: | Pairetto (Nichelino) |

|                                   |           |                              |
| Alfageme 5’ Vitale 59’ Ragusa 82’ | Marcatori | 75’ Caserta 77’ Scognamiglio |

| Arbitro: | Abbattista (Molfetta) |

|                    |           |                       |
| Mezavilla 49’, 76’ | Marcatori | 63’ (rig.), 78’ Succi |

| Arbitro: | Gavillucci (Latina) |

|                  |           |  |
| Cacia 54’ (rig.) | Marcatori |  |

| Arbitro: | Palazzino (Ciampino) |

|                                                       |           |           |
| Danilevičius 33’ Genevier 80’ (rig.) R. Improta 90+4’ | Marcatori | 26’ Addae |

#### Girone di ritorno
| Arbitro: | Pinzani (Empoli) |

|                           |           |                                |
| Dionisi 45’ Siligardi 75’ | Marcatori | 46’ Cellini 68’ (rig.) Dicunzo |

| Castellammare di Stabia 28 gennaio 2013, ore 20:45 CET 23ª giornata | Juve Stabia      | 0 – 0 referto | Brescia | Stadio Romeo Menti (2.719 spett.)\| Arbitro: \| Giancola (Vasto) \| |
| Arbitro:                                                            | Giancola (Vasto) |               |         |                                                                     |

| Arbitro: | Borriello (Mantova) |

|                    |           |                            |
| Bojinov 57’ (rig.) | Marcatori | 28’ Cellini 76’ R. Improta |

| Arbitro: | Ciampi (Roma) |

|                       |           |                                                                      |
| Caserta 57’ Bruno 84’ | Marcatori | 38’ Lepiller 50’ (rig.) González 70’ (aut.) Figliomeni 72’ Seferović |

| Arbitro: | Di Paolo (Avezzano) |

|            |           |           |
| Ebagua 74’ | Marcatori | 65’ Bruno |

| Arbitro: | Cervellera (Taranto) |

|                    |           |             |
| Zito 12’ Bruno 76’ | Marcatori | 56’ Mancino |

| Arbitro: | Fabbri (Ravenna) |

|             |           |  |
| Babacar 52’ | Marcatori |  |

| Arbitro: | Roca (Foggia) |

|                  |           |               |
| Bruno 61’ (rig.) | Marcatori | 32’ Cristiano |

| Arbitro: | Palazzino (Ciampino) |

|                |           |  |
| Tallo 52’, 82’ | Marcatori |  |

| Arbitro: | Pasqua (Tivoli) |

|            |           |            |
| Murolo 89’ | Marcatori | 90+2’ Zaza |

| Arbitro: | Di Bello (Brindisi) |

|            |           |             |
| Jidayi 90’ | Marcatori | 70’ Berardi |

| Arbitro: | Giancola (Vasto) |

|                         |           |                |
| Di Michele 38’ Comi 63’ | Marcatori | 12’ R. Improta |

| Arbitro: | Velotto (Grosseto) |

|             |           |  |
| Caserta 47’ | Marcatori |  |

| Arbitro: | Castrignanò (Brindisi) |

|                  |           |          |
| Volpe 80’ (rig.) | Marcatori | 30’ Zito |

| Arbitro: | Baracani (Firenze) |

|                                 |           |           |
| S. Romagnoli 2’ (aut.) Zito 12’ | Marcatori | 57’ Okaka |

| Arbitro: | Gavillucci (Latina) |

|                                                 |           |  |
| Saponara 27’, 58’ Tavano 36’, 68’ Maccarone 73’ | Marcatori |  |

| Arbitro: | Candussio (Cervignano del Friuli) |

|                |           |  |
| Di Carmine 47’ | Marcatori |  |

| Arbitro: | Manganiello (Pinerolo) |

|           |           |              |
| Bruno 14’ | Marcatori | 80’ Alfageme |

| Arbitro: | Roca (Foggia) |

|                                 |           |                |
| Succi 38’, 90+3’ Meza Colli 79’ | Marcatori | 49’ Martinelli |

| Arbitro: | Ostinelli (Como) |

|  |           |                            |
|  | Marcatori | 4’, 53’ Cacia 66’ Martinho |

| Arbitro: | Castrignanò (Brindisi) |

|                                   |           |                                        |
| Torromino 29’ Falconieri 77’, 82’ | Marcatori | 35’ R. Improta 42’ Doninelli 57’ Suciu |

### Coppa Italia
| Arbitro: | Roca (Foggia) |

|                                        |           |  |
| Zito 16’ Acosty 23’ Danilevičius 45+1’ | Marcatori |  |

| Arbitro: | Celi (Bari) |

|                                                 |                      |                                       |
| Danilevičius 90+1’                              | Marcatori            | 84’ López                             |
| Erpen Acosty Dicuonzo Scognamiglio Danilevičius | Tiri di rigore 5 – 4 | Poli Estigarribia Costa Soriano López |

| Arbitro: | Celi (Bari) |

|                          |           |  |
| Seferović 52’ Hegazy 73’ | Marcatori |  |

## Statistiche

### Statistiche di squadra
| Competizione | Punti | In casa | In casa | In casa | In casa | In casa | In casa | In trasferta | In trasferta | In trasferta | In trasferta | In trasferta | In trasferta | Totale | Totale | Totale | Totale | Totale | Totale | DR  |
| Competizione | Punti | G       | V       | N       | P       | Gf      | Gs      | G            | V            | N            | P            | Gf           | Gs           | G      | V      | N      | P      | Gf     | Gs     | DR  |
| ------------ | ----- | ------- | ------- | ------- | ------- | ------- | ------- | ------------ | ------------ | ------------ | ------------ | ------------ | ------------ | ------ | ------ | ------ | ------ | ------ | ------ | --- |
| Serie B      | 50    | 21      | 8       | 8       | 5       | 27      | 27      | 21           | 4            | 6            | 11           | 27           | 38           | 42     | 12     | 14     | 16     | 54     | 65     | -11 |
| Coppa Italia | /     | 2       | 1       | 1       | 0       | 4       | 1       | 1            | 0            | 0            | 1            | 0            | 2            | 3      | 1      | 1      | 1      | 4      | 3      | /   |
| Totale       | 50    | 23      | 9       | 9       | 5       | 31      | 28      | 22           | 4            | 6            | 12           | 27           | 40           | 45     | 13     | 15     | 17     | 58     | 68     | -10 |

### Statistiche dei giocatori
| Giocatore       | Serie B  | Serie B | Serie B     | Serie B    | Coppa Italia | Coppa Italia | Coppa Italia | Coppa Italia | Totale   | Totale | Totale      | Totale     |
| Giocatore       | Presenze | Reti    | Ammonizioni | Espulsioni | Presenze     | Reti         | Ammonizioni  | Espulsioni   | Presenze | Reti   | Ammonizioni | Espulsioni |
| --------------- | -------- | ------- | ----------- | ---------- | ------------ | ------------ | ------------ | ------------ | -------- | ------ | ----------- | ---------- |
| B. Acosty       | 37       | 2       | 3           | 1          | 3            | 1            | 0            | 0            | 40       | 3      | 3           | 1          |
| D. Agyei        | 17       | 0       | 4           | 0          | 3            | 0            | 1            | 0            | 20       | 0      | 5           | 0          |
| I. Baldanzeddu  | 34       | 0       | 8           | 2          | 3            | 0            | 0            | 0            | 37       | 0      | 8           | 2          |
| S. Bruno        | 26       | 7       | 5           | 0          | 3            | 0            | 0            | 0            | 29       | 7      | 5           | 0          |
| F. Caserta      | 33       | 7       | 8           | 0          | 1            | 0            | 0            | 0            | 34       | 7      | 8           | 0          |
| M. Cellini      | 27       | 2       | 3           | 0          | 1            | 0            | 0            | 0            | 28       | 2      | 3           | 0          |
| T. Danilevicius | 16       | 7       | 4           | 0          | 2            | 2            | 0            | 0            | 18       | 9      | 4           | 0          |
| S. Dicuonzo     | 33       | 2       | 13          | 1          | 3            | 0            | 1            | 0            | 36       | 2      | 14          | 1          |
| A. Doninelli    | 13       | 1       | 2           | 0          | 1            | 0            | 0            | 0            | 14       | 1      | 2           | 0          |
| H. Erpen        | 15       | 1       | 3           | 0          | 2            | 0            | 0            | 0            | 17       | 1      | 3           | 0          |
| C. Favetta      | 1        | 0       | 0           | 0          | 0            | 0            | 0            | 0            | 1        | 0      | 0           | 0          |
| G. Figliomeni   | 28       | 0       | 12          | 0          | 1            | 0            | 1            | 0            | 29       | 0      | 13          | 0          |
| A. Gargiulo     | 1        | 0       | 0           | 0          | 0            | 0            | 0            | 0            | 1        | 0      | 0           | 0          |
| G. Genevier     | 19       | 2       | 4           | 0          | 0            | 0            | 0            | 0            | 19       | 2      | 4           | 0          |
| M. Gorzegno     | 14       | 1       | 4           | 0          | 0            | 0            | 0            | 0            | 14       | 1      | 4           | 0          |
| V. Guarino      | 1        | 0       | 0           | 0          | 0            | 0            | 0            | 0            | 1        | 0      | 0           | 0          |
| R. Improta      | 27       | 6       | 4           | 0          | 1            | 0            | 0            | 0            | 28       | 6      | 4           | 0          |
| W. Jidayi       | 19       | 1       | 3           | 0          | 3            | 0            | 0            | 0            | 22       | 1      | 3           | 0          |
| L. Martinelli   | 15       | 1       | 2           | 0          | 0            | 0            | 0            | 0            | 15       | 1      | 2           | 0          |
| D. Maury        | 16       | 3       | 4           | 0          | 1            | 0            | 0            | 0            | 17       | 3      | 4           | 0          |
| J. Uche Mbakogu | 27       | 4       | 3           | 0          | 2            | 0            | 0            | 0            | 29       | 4      | 3           | 0          |
| A. Mezavilla    | 33       | 2       | 10          | 0          | 2            | 0            | 0            | 0            | 35       | 2      | 10          | 0          |
| M. Murolo       | 24       | 2       | 7           | 0          | 1            | 0            | 0            | 0            | 25       | 2      | 7           | 0          |
| T. Nocchi       | 25       | 0       | 3           | 0          | 0            | 0            | 0            | 0            | 25       | 0      | 3           | 0          |
| S. Ogolong      | 1        | 0       | 0           | 0          | 0            | 0            | 0            | 0            | 1        | 0      | 0           | 0          |
| G. Scognamiglio | 29       | 3       | 5           | 0          | 3            | 0            | 1            | 0            | 32       | 3      | 6           | 0          |
| A. Seculin      | 17       | 0       | 1           | 0          | 3            | 0            | 0            | 0            | 20       | 0      | 1           | 0          |
| S. Suciu        | 11       | 1       | 0           | 0          | 0            | 0            | 0            | 0            | 11       | 1      | 0           | 0          |
| S. Verdi        | 20       | 0       | 0           | 0          | 0            | 0            | 0            | 0            | 20       | 0      | 0           | 0          |
| A. Vinci        | 3        | 0       | 0           | 0          | 1            | 0            | 0            | 0            | 4        | 0      | 0           | 0          |
| A. Vitiello     | 0        | 0       | 0           | 0          | 0            | 0            | 0            | 0            | 0        | 0      | 0           | 0          |
| A. Zito         | 23       | 3       | 7           | 1          | 2            | 1            | 0            | 0            | 25       | 4      | 7           | 1          |